# Rząd Północno-Zachodni
Rząd Północno-Zachodni (ros. Северо-Западное правительство), nazywany też Rządem Rosyjskiej Obwodu Północno-Zachodniego – organ wykonawczy Białych podczas wojny domowej w Rosji.
Rząd został utworzony 10 sierpnia 1919 w Rewlu. Odbyło się wówczas z inicjatywy brytyjskiej misji wojskowej zebranie przedstawicieli Partii Konstytucyjno-Demokratycznej, prawych eserowców i mienszewików. Brytyjczycy uznali, że dotychczas działające Polityczne Zebranie jest zbyt mało "demokratyczne". W skład rządu weszli K. A. Aleksandrow jako minister spraw wewnętrznych, Piotr A. Bogdanow – minister rolnictwa, Stiepan G. Liazonow – minister spraw zagranicznych i finansów, I. T. Jewsiejow – minister wyznań religijnych, zaś od 1 października spraw wewnętrznych, N. N. Iwanow – minister robót publicznych, Jewgienij I. Kedrin – minister sprawiedliwości, M. S. Margulies – minister handlu, przemysłu, zaopatrzenia i zdrowia narodowego,A. S. Pieszkow – minister oświecenia publicznego, M. M. Filippeo – minister poczty i telegrafów, F. G. Ejszinski – minister żywności, gen. Nikołaj N. Judenicz – minister wojny, adm. Władimir K. Piłkin – minister morski, W. Ł. Gorn – kontroler państwowy. Rząd funkcjonował na obszarze guberni pskowskiej, nowogrodzkiej i piotrogradzkiej. Jego siedziba mieściła się w Rewlu. Pierwszymi działaniami było uznanie niepodległości Estonii 11 sierpnia, niepodległości Łotwy 3 września i niepodległości Finlandii 23 września oraz nawiązanie kontaktu z władzami adm. Aleksandra W. Kołczaka w Omsku i Siergiejem D. Sazonowem, reprezentującym Białych Rosjan w Paryżu. Uznanie niezawisłości państw nadbałtyckich miało na celu skłonienie ich do udzielenia pomocy wojskowej Armii Północno-Zachodniej gen. N. N. Judenicza. Do ponownej próby doszło pod koniec października, kiedy wysłannicy Rządu toczyli rozmowy ze stroną fińską w Helsinkach. Od państw Ententy uzyskano pomoc finansową w wysokości 1 mln rubli, 150 tys. funtów szterlingów i 1 mln franków, a także pomoc militarną w postaci uzbrojenia i wyposażenia wojskowego. 24 sierpnia została ogłoszona "Deklaracja Rządu". Od września zaczęto wprowadzać w życie własną walutę. Faktycznie zdołano szerzej rozwinąć jedynie działalność propagandową. 15 października gen. N. N. Judenicz powołał Północno-Zachodni Rząd Rosyjski, który miał objąć władzę w zajętym Piotrogrodzie. W jego skład weszli A. N. Bykow, S. F. Weber, M. D. Albrecht, adm. A. W. Razwozow, A. W. Kartaszow i M. S. Zawojko. Działalność obu rządów zakończyła kontrofensywa wojsk bolszewickich, będąca odpowiedzią na nieudane jesienne natarcie Armii Północno-Zachodniej na Piotrogród. Po odwrocie w kierunku granicy estońskiej Rząd Północno-Zachodni rozwiązał się 5 grudnia. W Estonii istniało jeszcze dyplomatyczne przedstawicielstwo, kierowane przez W. Ł. Gorna, ale po zawarciu pokoju między władzami estońskimi i Rosją sowiecką 2 lutego 1920 zakończyło działalność.